# Siège de Dole (1674)
Pour les articles homonymes, voir Siège de Dole.
Guerre de Hollande
Batailles
- Groenlo (06-1672)
- Solebay (06-1672)
- Coevorden (06-1672)
- Nimègue(07-1672)
- Groningue (07-1672)
- Saint-Lothain (02-1673)
- Schooneveld (1re) (06-1673)
- Maastricht (06-1673)
- Schooneveld (2de) (06-1673)
- Texel (08-1673)
- Bonn (11-1673)
- Arcey (01-1674)
- Pesmes (02-1674)
- Gray (02-1674)
- Scey-sur-Saône (03-1674)
- Chariez (03-1674)
- Vesoul (03-1674)
- Arbois (03-1674)
- Orgelet (03-1674)
- Besançon (04-1674)
- Dole (05-1674)
- Sinsheim (06-1674)
- Salins (06-1674)
- Belle-Île (06-1674)
- Lure (07-1674)
- Faucogney (07-1674)
- Sainte-Anne (07-1674)
- Fort-Royal (07-1674)
- Seneffe (08-1674)
- Entzheim (10-1674)
- Mulhouse (12-1674)
- Turckheim (01-1675)
- Stromboli (02-1675)
- Fehrbellin (06-1675)
- Salzbach
- Consarbrück
- Alicudi
- Agosta
- Palerme
- Maastricht
- Philippsburg
- Valenciennes
- Cambrai
- Saint-Omer
- Tobago
- La Peene (Cassel)
- Ypres
- Rheinfelden (07-1678)
- Saint-Denis

Le siège de Dole de 1674 est un conflit de la guerre de Hollande que subit la cité de Dole, alors capitale du comté de Bourgogne (Franche-Comté), du 26 mai au 6 juin 1674. Dernier siège de l'histoire de la ville de Dole, il oppose les Français aux Espagnols, Comtois et Impériaux auxquels la ville appartient. Ce siège est mené dans le cadre de la deuxième conquête de la Franche-Comté.

## Contexte
L'événement se déroule en pleine guerre de Hollande (1672-1678). Cette guerre est aussi appelée deuxième guerre de conquête de la Franche-Comté après la guerre de Dévolution. Durant l'hiver 1673-1674, la menace d'une nouvelle invasion française se précise, puis le 10 mars, les Français passent la frontière vers Pesmes : Louis XIV attaque toute la Franche-Comté, alors sous domination espagnole. Gray, Vesoul et Besançon sont déjà tombées.
Après la prise de Besançon, Louis XIV demande au duc d'Enghein de s'emparer de Dole, la capitale comtoise. Son armée arrive devant la ville le 26 mai. La place, défendue par 3 000 hommes, est commandée par Sigismond III d'Este (it), marquis de Borgomanero, prince du Saint-Empire.

## La bataille
Le 27, le roi Louis XIV arrive devant Dole. Après examen des défenses de la ville, il est décidé que l'attaque principale se porterait sur l'est de la ville à la porte de Besançon. Les Comtois lancent une attaque de cavalerie en fin de journée qui, dans un premier temps, déstabilise les Français. Puis, dans un second, ceux-ci reprennent l'avantage et refoulent les cavaliers dans la ville.
Le lendemain, le roi envoie un messager au gouverneur de la ville pour lui sommer de se rendre. Ce dernier refuse et répond "qu'il se trouve trop heureux d'être attaqué par l'armée commandée par un aussi grand prince et qu'il le supplie de lui laisser la liberté de défendre avec honneur la place que son roi son maître lui avait confiée". Aussitôt, les travaux de siège sont entrepris par le chevalier de Lorraine.
Le lendemain, les travaux d'approche commencent et le soir même, une première brèche est ouverte. Le manque de munition des Comtois fait que les tirs d'artillerie ne sont ni nombreux, ni soutenus.
Le 29, l'artillerie s'installe autour de la ville. Le soir, les Français lancent leur première attaque. L'objectif est le chemin couvert. Les assiégés en sont rapidement chassés, mais contre toute attente, une violente contre-attaque survient et les Comtois reprennent le chemin aux Français. Ceux-ci repartent alors à l'assaut et enlèvent définitivement le chemin couvert dans un furieux combat au corps-à-corps.
Le 30, l'artillerie commence son pilonnage dans le but de supprimer les canons comtois et les défenses de la courtine. Les tirs meurtriers déciment les troupes comtoises.
Le 1er juin, le travail de sape commence et une galerie est creusée.

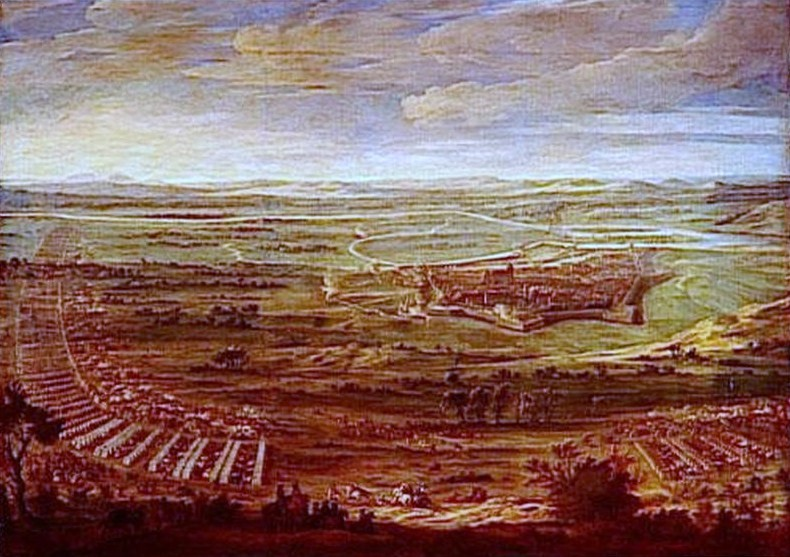
Vue du siège dans son ensemble

Le 6 juin, les mines des galeries explosent et ouvrent une large brèche dans les murs. Les Français préparent un assaut pour le soir. A 17 heures, faute de combattants en nombre pour pouvoir résister, les assiégés se rendent.

## Conséquences

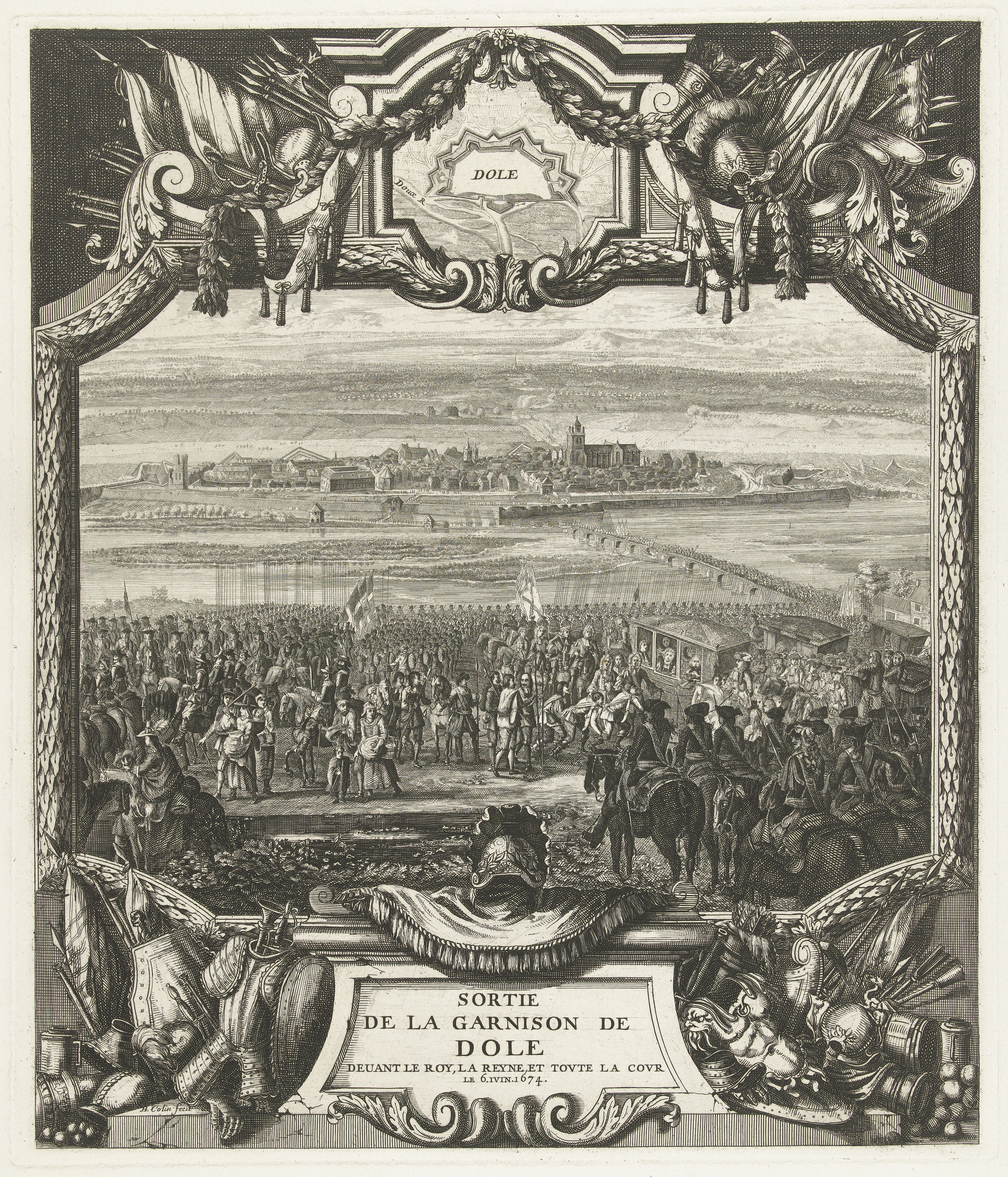
Sortie de la garnison de Dole

Le 7 juin, les 1 200 derniers défenseurs sortent de Dole avec armes, bagages et mèches allumées en défilant avec fierté devant le dauphin, la reine et la cour de France. Louis XIV s'engage à respecter les immunités et privilèges de la ville.
La prise de la capitale comtoise est plus symbolique que stratégique, étant donné le rapport de force énorme entre les Français et les troupes qui défendaient la cité. Après la victoire, le roi rentre à Paris et laisse la ville sous le commandement du duc de la Feuillade. Le reste de l'armée française peut maintenant s'en prendre à la ville de Salins.
Dole ne se remettra jamais vraiment de cette défaite, qui marque un tournant dans son existence. Peu après, elle est destituée de son rôle de capitale au profit de Besançon. Deux ans plus tard, lui seront même retirés son université et son parlement, la faisant passer à une ville de second plan. Son enceinte bastionnée construite par Ambrosio de Precipiano, de 1541 à 1551 et améliorée par Pierre Vernier entre 1631 et 1636, sera  démantelée par Vauban. Des 4 portes, ne subsiste que celle d'Arans située près de l'hôtel Dieu.
Le traité de Nimègue du 17 septembre 1678 entérinera la cession de Dole au royaume de France.

## Anecdote
À divers moments de son histoire, Dole était surnommée Dole la Joyeuse. À la suite du siège et de toutes les conséquences dramatiques qui s'ensuivirent, elle devint, pour les Comtois, Dole la Dolente.
Ce fut déjà également le cas après le siège tragique de 1479 et la quasi-destruction de la ville.